# Префектура Кумамото
Кумамото (јап. 熊本県, Kumamoto-ken) је префектура у Јапану која се налази на острву Кјушу. Главни град је Кумамото.